# Toradar
Un toradar és una arma de foc india que data del segle XVI. Era l'arma de foc preferida a l'Índia fins a mitjan segle XIX a causa del seu disseny simple i barat.

## Història
Quan els portuguesos van arribar a l'Índia en 1498, van portar a sobre armes de foc, entre elles el pany de metxa de mosquet. A l'Índia abundaven els armers experts, i els artesans natius van començar a copiar les armes i adaptar-les a les seves pròpies necessitats. La majoria d'aquests artesans van començar a aplicar un estil de decoració que normalment s'aplicaria a la seva arma tradicional. Aviat, un estil local distintiu va evolucionar en aquests panys, i el toradar es va inventar en el subcontinent indi.
El toradar es va mantenir per ser el mecanisme de les armes de foc preferit fins al voltant de 1830. Part de la raó per la qual els arcabussos eren encara més populars que els pany de roda i fusells de pany de sílex va ser perquè els arcabussos eren més fàcils i barats de produir. El toradar de vegades també s'usava com a arma de caça.

## Descripció

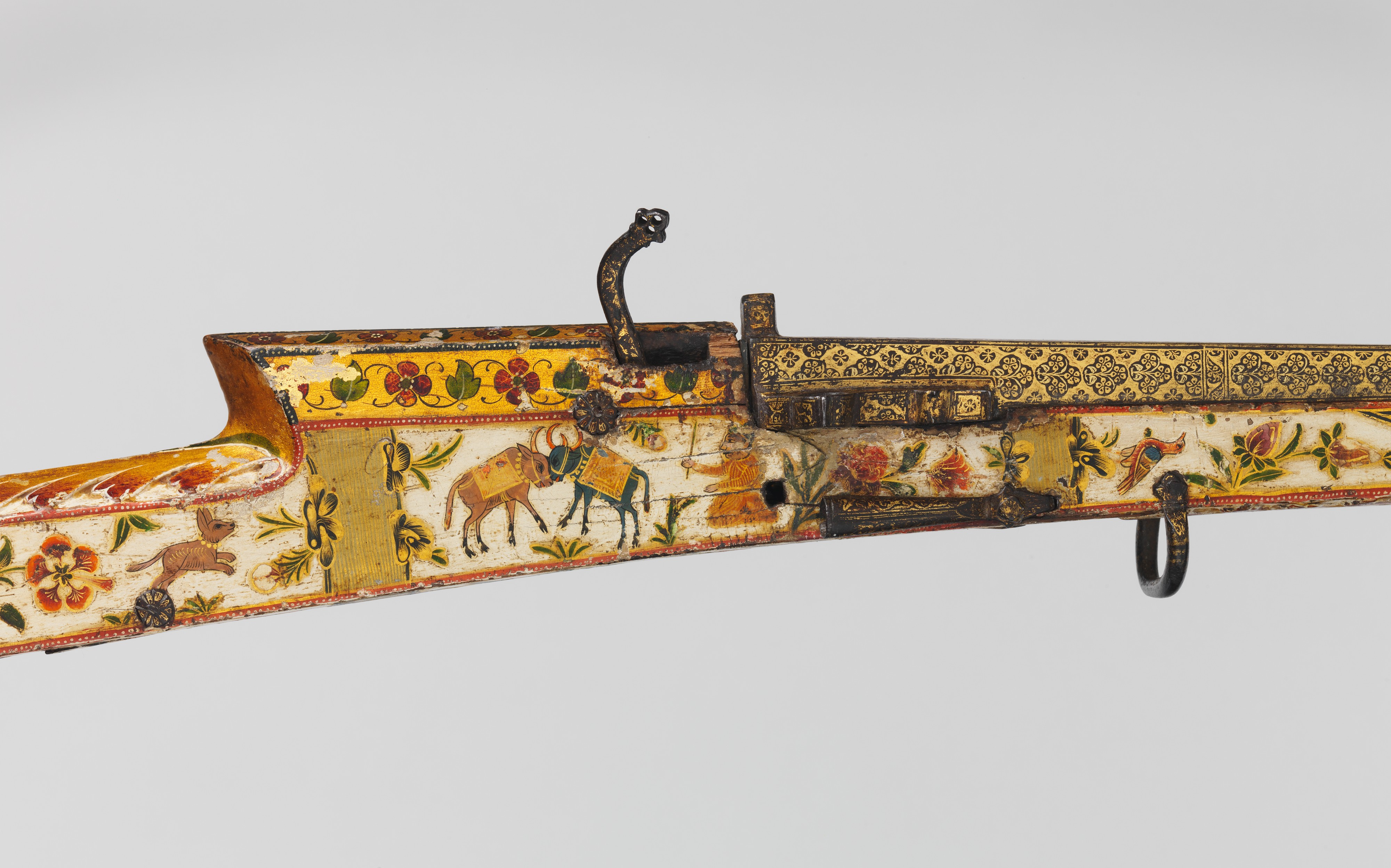
Toradar de Rajasthan amb decoració floral. Museu Metropolità d'Art a Nova York.

Aquestes armes de foc, es van trobar principalment a l'Índia del nord i central amb influència de l'Imperi Mongol. Existeixen dos tipus de toradar: un té un cos recte molt prim, de 91 cm a 180 cm de longitud amb una secció de forma pentagonal i un canó lleuger; l'altre tipus té sempre entre 150 cm i 180 cm de longitud, té un tronc corb amb secció en forma de diamant i un canó molt pesant, molt en la recambra. Tots dos tenen el mateix tipus de pany normal, que està cobert amb una coberta amb una tapa que per regla general es balanceja sobre un pern. Les plaques laterals de ferro que reforcen cada costat de la culata, s'estenen per una certa distància a cada costat.
La vista posterior té format d'ogiva o de V oberta, mentre que l'altre format té una vista posterior ampliada. La vista frontal sovint va ser realitzada en formes figuratives, com el nas d'un home o del cap d'un tigre. En comparació amb les combinacions d'Europa, la culata del toradar és molt simple. A més a més, el topall és massa petit per ser col·locat contra l'espatlla, per la qual cosa el toradar indi es manté en l'inferior del braç. Quan s'utilitzava en el camp d'esports, el toradar contenia imatges de caça, aus, paisatges i d'altres accessoris.

## Decoració artística
La decoració del toradar reflectia la cultura local d'on s'utilitzava l'arma. Per al toradar, l'artesà va produir un art adornat amb os d'ivori i de metalls preciosos en el canó i la culata. A manera d'exemple, Xa Jahan, l'emperador mogol del segle XVII, va ser representat sostenint un toradar amb decoració floral.